# Músculo romboide maior
O romboide maior (do grego rbombos, em forma de paralelogramo) é um músculo das costas que liga a  com aos processos espinhosos da última vértebra cervical e as cinco primeiras vértebras torácicas da coluna vertebral e se inserem na borda medial da escapula, abaixo da linha da escapula.
A função deste músculo é de adução, rotação inferior das escápulas e elevação da escapula.

## Referência
DÂNGELO, José Geraldo & FATTINI, Carlo Américo. Anatomia básica dos sistemas orgânicos: com a descrição dos ossos, junturas, músculos, vasos e nervos. São Paulo: Editora Atheneu, 2004.